# Kerék-Bárczy Szabolcs
Kerék-Bárczy Szabolcs (Székesfehérvár, 1971. március 25.–) közpolitikus, szakközgazdász.

## Tanulmányai
A székesfehérvári Teleki Blanka Gimnázium angol tagozatos osztályában érettségizett. Felsőfokú tanulmányait Budapesten végezte; a Külkereskedelmi Főiskolán szerzett külkereskedelmi szaküzemgazdász diplomát, 1992-ben. 1994-ben ugyanitt kapta a Public Relations szaküzemgazdász minősítést is, majd 1995–1997 között a Harvard Egyetemen (John F. Kennedy School of Government) vette kézhez „public policy” mesterdiplomát.

## Pályája
Pályáját a miniszterelnöki hivatalban kezdte: a miniszterelnök kabinetfőnökének titkára volt 1992-től 1994-ig, majd az MDF országgyűlési képviselőcsoportjában képviselő tanácsadójaként, az MDF frakció gazdasági kabinetjének titkáraként dolgozott, 1995-ig. Közben 1994–95-ben a Külkereskedelmi Főiskolán adjunktusként oktatott. 1997–98-ban a Matáv Rt. lobbistájaként tevékenykedett, majd 1998–99-ben visszatért a Miniszterelnöki Hivatalba mint a miniszter kabinetfőnöke. 1999–2001 között a külügyminiszter főtanácsadójaként, majd 2001-től három éven keresztül a Magyar Köztársaság Los Angeles-i főkonzuljaként szolgált.

## Tudományos munkássága
Számos amerikai egyetemen és konferencián tartott előadást nemzetközi gazdasági és politikai kapcsolatok témakörben. 2004-ben a Budapesti Gazdasági Főiskola címzetes docense lett. 2004-től 2006-ig az Euro-Phoenix Pénzügyi Tanácsadó Kft. igazgató helyettese volt.

## Politikai tevékenysége
1997–2001 között a Magyar Távirati Iroda Tulajdonosi Tanácsadó Testületének Országgyűlés által választott tagja volt. 1999-ben a German Marshall Fund ösztöndíjasa. 2007-től 2010-ig a Magyar Demokrata Fórum szóvivője és a Külügyi Kabinet vezetője, 2008–2010 között az MDF országos elnökségének tagja. 2009–2013 között Bokros Lajos európai parlamenti képviselő tanácsadója, 2011–2013 között a Szabadság és Reform Intézet ügyvezető igazgatója. 2013-ban belépett a Demokratikus Koalícióba, amelynek színeiben a 2014-es országgyűlési választáson veszített a budapesti 1. sz. országgyűlési egyéni választókerületben. A 2014. október 12-i önkormányzati választásokon a DK XII. kerületi listájáról önkormányzati képviselővé választották.
Miután 2016. szeptember 1-jén, a 168 Óra hasábjain megjelent Paradigmaváltást! című írásában éles kritikát fogalmazott meg a pártjával szemben, a DK elnöksége távozásra kényszerítette, ezért az aznapi elnökségi ülés után bejelentette, hogy lemond elnökségi tagságáról, és kilép a pártból.

## Kötetei
- Tükörkép; Gondolat, Bp., 2019
- Csatasorban. Egy homo politicus visszaemlékezései (1994-2016); Atlantic Press, Bp., 2022